# MotionScan
MotionScan — программно-аппаратная технология, предназначенная для оптического сканирования лица человека и перевода отсканированных данных в цифровой формат. MotionScan позволяет с высокой степенью достоверности отсканировать мимику лица человека и импортировать её в программные приложения. MotionScan разработана австралийской компанией Depth Analysis и была официально анонсирована 4 марта 2010 года.

## Технология
Для сканирования мимики в MotionScan используются 32 камеры HD-разрешения, которые снимают лицо человека с 32-х ракурсов. 32-видеофайла преобразовываются в единое трёхмерное изображение. Также технология удобна тем, что для сканирования мимики на актёра не нужно надевать никаких датчиков и не нужно наносить какой-либо краски.
Согласно Team Bondi, при создании лицевой анимации для игры L.A. Noire разработчики использовали устройство захвата MotionScan с суммарным объемом памяти в 200 ТБ.

## Использование
Первой игрой, в которой было заявлено использование MotionScan, стала L.A. Noire разработки студии Team Bondi. Разработчики рассказывали о том, что ни одна технология захвата мимики им не подходила, так как эти технологии не могли отсканировать мимику так, как она примерно выглядит в реальной жизни. Создатели игры говорили также и о том, что мимика персонажей будет сильно влиять на геймплей. Игроку в роли детектива на допросах придётся определять по мимике подозреваемого, врёт он или нет.